# Cemitério Bellu
O Cemitério Bellu (em romeno:  Șerban Vodă cemetery, mais conhecido como Cimitirul Bellu) é o maior e mais conhecido cemitério de Bucareste, Romênia.
Localizado em uma parte de terra doada à administração local pelo barão Barbu Bellu, sua utilização iniciou em 1858.

## Sepultamentos notáveis
- Theodor Aman
- George Assan
- George Bacovia
- Eugen Barbu
- Ion Barbu
- Nicolae Bălțățeanu
- Carol Benesch
- Andrei Blaier
- Aristide Buhoiu
- Theodor Burghele
- Eusebiu Camilar
- Șerban Cantacuzino
- Aristide Caradja
- Ion Luca Caragiale
- Toma Caragiu
- Jules Cazaban
- Anda Călugăreanu
- Constantin Cândea
- Liviu Ciulei
- Henri Coandă
- N.D. Cocea
- Corneliu Coposu
- George Coșbuc
- Gheorghe Cozorici
- Hariclea Darclée
- Anghel Demetriescu
- Aristide Demetriade
- Ovid Densușianu
- Ion Diaconescu
- Gheorghe Dinică
- Ion Dolănescu
- Mihai Eminescu
- Corneliu M. Popescu
- Paul Everac
- Eugen Filotti
- Mihai Fotino
- Theodor Fuchs
- Cornel Fugaru
- Emil Gârleanu
- Nicholas Georgescu-Roegen
- Dimitrie Gusti
- Spiru Haret
- Iulia Hasdeu
- Emil Hossu
- Iuliu Hossu
- Ion Iancovescu
- Nae Ionescu
- Iorgu Iordan
- Nicolae Iorga
- Ștefan Octavian Iosif
- Petre Ispirescu
- Panait Istrati
- Nicolae Labiș
- Constantin Lecca
- Ștefan Luchian
- Ion Lucian
- Petre Luciu
- Alexandru Macedonski
- Titu Maiorescu
- Lia Manoliu
- Tudor Mărăscu
- Ioan Luchian Mihalea
- Matei Millo
- Ion Minulescu
- Angela Moldovan
- Ovidiu Iuliu Moldovan
- Tudor Mușatescu
- Mircea Nedelciu
- Alexandru Odobescu
- Dimitrie Paciurea
- Theodor Pallady
- Hortensia Papadat-Bengescu
- Anca Parghel
- Gina Patrichi
- Cincinat Pavelescu
- Adrian Păunescu
- Amza Pellea
- Camil Petrescu
- Cezar Petrescu
- Gică Petrescu
- Adrian Pintea
- Florian Pittiș
- George Pruteanu
- Marin Preda
- Ștefan Radof
- Ioana Radu
- Dem Rădulescu
- Constantin Rădulescu-Motru
- Radu Anton Roman
- Iosif Romanov
- Liviu Rebreanu
- C.A. Rosetti
- Ion Besoiu
- Ion Marin Sadoveanu
- Mihail Sadoveanu
- Mircea Horia Simionescu
- Dan Spătaru
- Zaharia Stancu
- Nichita Stănescu
- Tatiana Stepa
- Valeriu Sterian
- Laura Stoica
- Alexandru Alexandru Suțu
- Rodica Suțu
- Rudolf Suțu
- Constantin Tănase
- Maria Tănase
- Marioara Tănase
- Virgil Tatomir
- Ionel Teodoreanu
- Dorin Teodorescu
- Alexandru Tocilescu
- Constantin Țoiu
- Mihaela Ursuleasa
- Vasile Vasilache
- Radu Vasile
- Grigore Vasiliu Birlic
- Iancu Văcărescu
- Mircea Veroiu
- Tudor Vianu
- Romeo Vilara
- Aurel Vlaicu
- Alexandru Vlahuță
- Tudor Vornicu
- Traian Vuia
- Alexandru Xenopol
- Iacob Zadik
- Șerban Ionescu
- Ion Dumitriu
- Dimitrie Petrino
- Radu Beligan
- Nicolae Mărăsescu
- Paula Iacob
- Malvina Urșianu
- Marin Moraru
- Sebastian Papaiani
- Valeriu Moisescu
- Radu Câmpeanu
- Dan Iordăchescu
- Eusebiu Ștefănescu
- Romulus Rusan
- Corneliu Turianu
- Ion Toboșaru
- Radu Gabrea
- Constantin Drăghici
- Szobi Cseh